# Rahamatulla Molla
 (août 2011).
Si vous disposez d'ouvrages ou d'articles de référence ou si vous connaissez des sites web de qualité traitant du thème abordé ici, merci de compléter l'article en donnant les références utiles à sa vérifiabilité et en les liant à la section « Notes et références ».
Rahamatulla Molla (parfois Rahmatullah, né le 30 mars 1987, dans le village de Daqaitmara, au Bengale-Occidental) est un athlète indien, spécialiste du relais 4 × 100 m.
Son meilleur temps, communiqué par l'IAAF, n'est que de 11 s 04 (vent défavorable de 1,5 m/s) mais il détient le record national indien du relais 4 × 100 m, en 38 s 89, ce qui lui a permis d'obtenir une médaille de bronze aux Jeux du Commonwealth à New Delhi mais également de manquer d'un centième de seconde la médaille de bronze sur la même distance, lors des Jeux asiatiques de Canton (Chine) la même année, juste derrière la Thaïlande, ce dernier temps étant finalement entaché par le dopage à la nandrolone de Suresh Sathya, un des trois autres relayeurs indiens, constaté assez tardivement.
Il sert dans le 8e bataillon de la Police armée de Calcutta.